# 오토하 미노리
오토하 미노리(일본어: 音波 みのり おとは みのり[*], 11월 29일 - )는 전 다카라즈카 가극단 호시구미 소속 여역 스타이다.
가나가와현 요코하마시, 야구모가쿠엔 고등학교 출신이다. 키 160cm, 혈액형 O형, 애칭은 "하루코"이다.

## 약력
2003년, 다카라즈카 음악학교에 입학하였다.
2005년, 다카라즈카 가극단 91기생으로 입단. 입단 당시 성적은 29등. 하나구미 공연 「마라케시 붉은 묘표／엔터 더 레뷰」로 초무대. 그 후, 호시구미에 배속되었다.
2010년, 「마천루 광시곡」으로, 카가 리리카와 더블 캐스트로, 바우홀 공연 첫 히로인을 맡았다. 이어, 「사랑과 청춘의 여행」으로 신인공연 첫 히로인을 맡았다.
2011년, 「메이짱의 집사」 (바우홀/일본청년관 공연)으로, 동상공연 첫 히로인을 맡았다. 같은 해 「오션스 11」으로 2번째 신인공연 히로인을 맡았다.
2012년, 「천사 다리」 (일본청년관/바우홀 공연)으로 2번째 동상공연 히로인을 맡았다.
2019년, 「알제의 남자／ESTRELLAS」로 전국투어 공연 첫 히로인을 맡았다.
그 후에도 폭 넓은 역할을 연기하고, 호시구미의 귀중한 전력으로서 활약했으나, 2022년 7월 24일, 「만남은 다시 한번 next generation／Gran Cantante!!」 도쿄 공연 천추락을 기해, 다카라즈카 가극단을 퇴단했다.

## 인물
초등학교 3학년부터 모던 발레를 배우기 시작했다.
다카라즈카 첫 관람은 중학생 때로, 1000days 극장에서 본 하나구미 공연 「새벽의 서곡」이다. 언젠가 무대인이 되고 싶다고 생각하고, 어머니의 가르침을 받아 음악학교에 응시하지만, 첫번째 수험은 1차도 통과하지 못하고 불합격했다. 한 번 꿈을 접지만, 대학 진항이 내정되었던 고등학교 3학년 가을에 미련을 끊지 못하고, 레슨을 재개했다. 수험까지 4개월가량 남았고, 가족과의 약속으로 대학입시와 병행해 도전한 두번째 수험때는 부상때문에 직전까지 목발과 깁스 생활을 강요당했지만, 「타오르는 열정과 있는 그대로의 나를 봐주세요(燃え滾る情熱とありのままの自分をみていただこう)」라고 몸을 던져가며 도전해, 염원하던 꿈을 이루었다.

## 퇴단 후 주요 활동

### 무대
- 2023년 2월, 『CLUB SEVEN 20th Anniversary』 (시어터 크리에・시즈오카・오사카・사이타마)